# Liste der Biografien/Woc
Liste der Biografien |
Portal Biografien |
Personensuche
# |
A |
B |
C |
D |
E |
F |
G |
H |
I |
J |
K |
L |
M |
N |
O |
P |
Q |
R |
S |
T |
U |
V |
W |
X |
Y |
Z |
?
 
Wa |
Wc |
Wd |
We |
Wh |
Wi |
Wj |
Wl |
Wn |
Wo |
Wr |
Ws |
Wt |
Wu |
Ww |
Wy |
Wz
 
Woa |
Wob |
Woc |
Wod |
Woe |
Wof |
Wog |
Woh |
Woi |
Woj |
Wok |
Wol |
Wom |
Won |
Woo |
Wop |
Wor |
Wos |
Wot |
Wou |
Wov |
Wow |
Wox |
Woy |
Woz
Die Liste der Biografien führt alle Personen auf, die in der deutschsprachigen Wikipedia einen Artikel haben. Dieses ist eine Teilliste mit 32 Einträgen von Personen, deren Namen mit den Buchstaben „Woc“ beginnt.

## Woc

### Woch
- Woch, Lotta (* 1996), deutsche Handballspielerin
- Wochatz, Egon (1936–2020), deutscher Politiker (CDU)
- Wochele, Rainer (* 1943), deutscher Schriftsteller
- Wochele, Ralf (* 1968), deutscher Musiker
- Wocheler, Franz Sales (1778–1848), deutscher katholischer Geistlicher und Büchersammler
- Wocher, Gustav von (1781–1858), österreichischer Feldzeugmeister
- Wocher, Johann Nepomuk (1805–1842), deutscher Politiker
- Wocher, Laurentius (1856–1895), Abt von Wettingen-Mehrerau
- Wocher, Marquard (1760–1830), deutsch-schweizerischer Maler
- Wochesländer, Jutta (1948–2009), österreichische Politikerin (FPÖ), Abgeordnete zum Nationalrat
- Wochinz, Herbert (1925–2012), österreichischer Theaterregisseur und -intendant
- Wochmjanin, Wladimir (* 1962), kasachischer Sportschütze
- Wocho († 1334), Bischof von Seckau

### Wock
- Wockatz, Max (1898–1947), deutscher Politiker (NSDAP), MdR
- Wocke, Carl Gustav (1808–1879), deutscher Jurist und Politiker
- Wocke, Erich (1863–1941), deutscher Gärtner und Spezialist für Alpenpflanzen
- Wocke, Hans (1904–1972), deutscher Opernsänger (Bariton) und Schauspieler
- Wocke, Hans (* 1908), deutscher Flugzeugkonstrukteur
- Wocke, Maximilian Ferdinand (1820–1906), deutscher Entomologe, Apotheker und Arzt
- Wöcke, Michel (* 1995), schweizerisch-deutscher Unihockeyspieler
- Wocke, Sven (* 1982), deutscher Schwimmer
- Wöckel, Bärbel (* 1955), deutsche Sprinterin und mehrfache OlympiasiegerinBärbel Wöckel (* 1955)

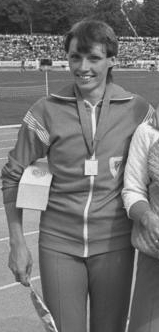
Bärbel Wöckel (* 1955)

- Wöckel, Heribert (1932–2019), deutscher Diplomat
- Wöckel, Holger (* 1976), deutscher Jurist, Richter des Bundesverfassungsgerichts
- Wocken, Hans (* 1943), deutscher Erziehungswissenschaftler und Sonderpädagoge
- Wockenfuß, Klaus (1951–2022), deutscher Schachmeister
- Wockenfuß, Petrus Laurentius (1675–1721), deutscher Komponist und Kantor
- Wocker, Karl-Heinz (1928–1985), deutscher Rundfunkkorrespondent, Schriftsteller und Fernsehmoderator
- Wöckherl, Johann († 1660), österreichischer Orgelbauer
- Wöckinger, Hans (* 1943), österreichischer Politiker (ÖVP), Mitglied des Bundesrates
- Wöckinger, Olivia (* 1979), österreichische Diplompädagogin, Autorin und Leichtathletin
- Wöckinger, Werner (* 1967), österreichischer Schriftsteller